# GoldieBlox
GoldieBlox es una empresa estadounidense que comercializa juguetes interactivos diseñados para niñas. GoldieBlox, combina un kit de construcción con un libro de cuentos, se lanzó en 2012 como prototipo en Kickstarter. Su campaña de Kickstarter generó más de $ 1 millón de pedidos anticipados en el primer mes. Luego se vendió en minoristas como Toys "R" Us y Amazon. Ninguno de los kits de construcción o libros de cuentos originales se sigue vendiendo, ya que la empresa se ha centrado en kits de manualidades para niñas.
La compañía fue fundada por Debbie Sterling, una empresaria y graduada en ingeniería de Stanford. La empresa tiene su sede en Los Ángeles, California.

## Historia
Mientras estudiaba en Stanford, Sterling notó que el porcentaje de mujeres en ingeniería en los Estados Unidos era solo del 11%. Después de la investigación, Sterling descubrió que las niñas comienzan a perder interés en las matemáticas y las ciencias desde los 8 años Después de dos años de estudiar el desarrollo infantil temprano, incluidas las niñas y la comercialización de juguetes según el género, Sterling aprendió que las niñas sobresalen en habilidades verbales, lectura y escritura. Creó GoldieBlox para combinar la historia de Goldie, una niña inventora a la que le encanta construir, con un kit de construcción.
Para financiar su primera ronda de producción, Sterling creó una campaña de Kickstarter en 2012. El proyecto alcanzó su objetivo de financiación de $150,000 en cuatro días y recaudó un total de $285,881 con 5,519 patrocinadores al final de la campaña.

## Productos
Diseñados para niños de 4 a 9 años, los juguetes de la serie GoldieBlox introducen a las niñas en conceptos de ingeniería a través de la narración y la construcción. Cada juguete presenta nuevos personajes y conceptos. Hay seis juegos en la serie.
En 2014, GoldieBlox empezó a introducir contenido digital. La primera aplicación móvil de la empresa, GoldieBlox and the Movie Machine, se presentó en octubre. La aplicación incluye el primer dibujo animado de la empresa y fue elegida por Apple como una de las mejores aplicaciones de 2014. Bloxtown, el patio infantil digital de GoldieBlox, también ofrece vídeos originales con nuevas ideas de diseño para que los niños los vean y los construyan en casa.

## Vídeos

### GoldieBlox y Rube Goldberg "Máquina de la princesa"
El video "Princess Machine" de GoldieBlox se lanzó en YouTube en noviembre de 2013. El video presenta a tres niñas construyendo una máquina Rube Goldberg construida por Brett Doar, y ambientado con una melodía parodiando la canción de Beastie Boys "Girls". Poco después del lanzamiento, los Beastie Boys se acercaron a GoldieBlox y le preguntaron sobre el uso de su canción sin su permiso. Goldieblox respondió demandando una sentencia declaratoria en el Tribunal de Distrito de San Francisco (EE. UU.) buscando la declaración de uso legítimo por parodia. GoldieBlox alegó uso legítimo basándose en que habían "creado su vídeo parodia" específicamente para comentar la canción de los Beastie Boys, y para promover el objetivo de la empresa de acabar con los estereotipos de género y animar a las chicas jóvenes a dedicarse a su intelecto"  Los Beastie Boys respondieron con una carta abierta, en la que elogiaron "la creatividad y el mensaje detrás del anuncio", expresaron su apoyo a la misión de GoldieBlox, pero finalmente declararon que la banda no permitía que su "música y/o nombre se usaran en anuncios de productos", una afirmación que fue reforzada por una estipulación en el testamento del difunto miembro de la banda Adam Yauch.  La banda concluía su carta afirmando: "cuando intentamos simplemente preguntar cómo y por qué se había utilizado nuestra canción 'Girls' en su anuncio sin nuestro permiso USTEDES nos demandaron". GoldieBlox respondió retirando el vídeo y escribiendo su propia carta abierta, afirmando que, "aunque creemos que nuestro vídeo parodia entra dentro del uso justo, nos gustaría respetar los deseos [de Yauch] y los suyos". A pesar de todo, los Beastie Boys siguieron adelante con la contrademanda y finalmente se llegó a un acuerdo. El acuerdo concedió a GoldieBlox una licencia retroactiva para la canción. A cambio, GoldieBlox "acordó realizar pagos anuales del 1% de sus ingresos brutos, hasta que los pagos totales alcanzaran el millón de dólares, a una organización benéfica elegida por los Beastie Boys y aprobada por GoldieBlox que apoyara "la educación en ciencia, tecnología, ingeniería y/o matemáticas para 'niñas'".

### "Este es tu cerebro en ingeniería (GoldieBlox Easter PSA)"
El video "This is Your Brain on Engineering (GoldieBlox Easter PSA)" de la compañía se lanzó en YouTube en abril de 2014. El video se enfoca en la diferencia entre el cerebro de una niña "sobre la princesa" y su cerebro "sobre la ingeniería".

### "GoldieBlox contra la máquina hermana mayor"
"GoldieBlox vs. the Big Sister Machine" se lanzó en YouTube en noviembre de 2014. El video se centró en la necesidad de modelos femeninos a seguir inspirados en el ingenio y la creatividad. El vídeo se centraba en la necesidad de modelos femeninos inspirados en el ingenio y la creatividad. En el vídeo, la Hermana Mayor prescribe sus ideales de belleza y perfección a las niñas. Little Sister, una niña inspirada por Goldie, se rebela contra el mantra, liberando a las niñas y llevándolas a un mundo de posibilidades. El vídeo está ambientado con la canción Help I'm Alive (Ayuda, estoy vivo) de Metric. 

### "La caída de rayos"
GoldieBlox lanzó su primer single y vídeo musical animado, "Lightning Strikes", en diciembre de 2014. Se trata de una canción original escrita e interpretada por Emily Haines, vocalista de la banda de rock canadiense Metric. El vídeo y la canción presentan a Goldie, un personaje femenino fuerte al que se le ocurre una gran idea y se esfuerza por llevarla a cabo, a pesar de los contratiempos que puedan surgir en el camino.

## Anuncios

### Comercial de Super Bowl para pequeñas empresas y grandes juegos de Intuit
En febrero de 2014, GoldieBlox ganó el concurso Small Business, Big Game de Intuit, ganando un anuncio de 30 segundos durante la transmisión del Super Bowl XLVIII . El tiempo de emisión del anuncio estaba valorado en $ 4 millones. Con este anuncio, GoldieBlox se convirtió en la primera pequeña empresa en emitir un anuncio en la Super Bowl. El anuncio estaba ambientado en una parodia de la canción de Slade / Quiet Riot " Cum On Feel the Noize ", cambiando la letra por "Come On Bring the Toys". El anuncio mostraba a cientos de niñas tirando sus juguetes rosas, mientras cantaban "Más que rosa, rosa, rosa, queremos pensar" y que "las niñas construyen como todos los niños".